# اون چی بود
«اون چی بود» (انگلیسی: What Was That) ترانه‌ای از خواننده-ترانه‌سرای نیوزیلندی، لرد، است که در ۲۴ آوریل ۲۰۲۵ از طریق یونیورسال میوزیک نیوزیلند به‌عنوان تک‌آهنگ آغازین چهارمین آلبوم استودیویی او، باکره (۲۰۲۵)، منتشر شد. این ترانه نخستین تک‌آهنگ لرد از یک آلبوم استودیویی در طول چهار سال گذشته است. «اون چی بود» نشان دهندهٔ بازگشت خواننده به سبک سینث-پاپ و یادآور آلبوم ملودراما (۲۰۱۷) اوست. اشعار این آهنگ به یادآوری یک رابطه عاطفی پیشین و پیامدهای آن می‌پردازد.
همزمان با انتشار ترانه، لرد موزیک ویدیویی که در نیویورک فیلم‌برداری شده بود را منتشر کرد. این ویدیو لرد را نشان می‌دهد که در شهر پرسه می‌زند و در نهایت به اجرای رقص خودجوش در پارک واشینگتن اسکوئر می‌رسد، جایی که طرفدارانش با گوشی‌های خود این لحظه را ضبط کردند. این ترانه ابتدا قرار بود در ۲۵ آوریل ۲۰۲۵ منتشر شود، اما به دلیل واکنش غیرمنتظره عمومی به حضور او در پارک، یک روز زودتر منتشر شد.

## پیش‌زمینه و تبلیغات
لرد پس از انتشار سومین آلبوم استودیویی‌اش، سولار پاور (۲۰۲۱)، تنها به‌صورت پراکنده خبرهایی از حضورش در استودیوی ضبط را منتشر می‌کرد. در فوریه ۲۰۲۳، او در گفت‌وگو با Ensemble Magazine تأیید کرد که کار روی چهارمین آلبوم استودیویی خود را آغاز کرده و اذعان داشت که بازگشت او زمان زیادی طول خواهد کشید. در ژوئیه ۲۰۲۴، لرد کلیپ کوتاهی از موسیقی جدید خود را در استوری اینستاگرام به اشتراک گذاشت. ماه بعد، تأیید شد که او با موسیقی‌دان آمریکایی جیم-ئی استک برای این آلبوم همکاری کرده است.
در ۹ آوریل ۲۰۲۵، لرد برای اولین بار بخشی از یک ترانه منتشرنشده را در حساب تیک‌تاک خود به اشتراک گذاشت. این کلیپ او را در حال قدم زدن در پارک واشینگتن اسکوئر در نیویورک سیتی نشان می‌داد. این ترانه بعداً با عنوان مخفف «WWT» (مخفف «What Was That») شناخته شد. همزمان، لرد وب‌سایت رسمی و صفحه اینستاگرام خود را خالی کرد و تصویر پروفایلش را به یک بطری آب تغییر داد. او در ۱۶ آوریل ۲۰۲۵ این ترانه را از طریق شبکه‌های اجتماعی خود معرفی کرد. او همزمان تصویری از کاور ترانه را در اینستاگرام منتشر کرد که او را با تی‌شرت قرمز روشن در حال خیره شدن به دوربین و قطرات آب روی صورتش نشان می‌داد. این عکس توسط عکاس آمریکایی تالیا چتریت گرفته شده بود.
در ۲۲ آوریل، لرد در استوری اینستاگرام و از طریق پیامک به طرفداران اعلام کرد که در ساعت ۱۹:۰۰ به وقت شرقی (یوتی‌سی ۴:۰۰-) همان شب به پارک میدان واشینگتن نیویورک بروند. با حضور تعداد زیادی از طرفداران، این رویداد اندکی پیش از شروع برنامه‌ریزی‌شده متوقف شد. سخنگوی اداره پلیس نیویورک سیتی اعلام کرد که آن‌ها از یک «رویداد غیرمجاز» در پارک مطلع شده‌اند و لرد «هیچ‌کدام از مجوزهای لازم» برای برگزاری این رویداد را نداشت. همکار لرد، دِو هاینز، این ترانه را با اسپیکر قابل‌حمل برای طرفداران پخش کرد تا اینکه لرد حدود ساعت ۲۱:۳۰ به وقت شرقی به پارک رسید. روز بعد، لرد اعلام کرد که «اون چی بود» در نیمه‌شب منتشر خواهد شد.
با انتشار ترانه، وب‌سایت لرد با یادداشتی صمیمی به‌روزرسانی شد که جزئیات خاستگاه این ترانه را شرح می‌داد. لرد در این یادداشت اعلام کرد که این ترانه در دوره‌ای پرتلاطم در اواخر سال ۲۰۲۳ شکل گرفت. او از تجربه یک «جدایی عمیق» و آشوب عاطفی پس از آن سخن گفت.

## تولید و ساختار
لرد ترانه «اون چی بود» را با همکاری جیم-ئی استک نوشت و همراه با او و دنیل نیگرو آن را تهیه کرد. استاک پیانو، درام، کیبورد و سینثی‌سایزر، و نیگرو پیانو، سینثی‌سایزر، گیتار بیس و گیتار الکتریک را اجرا کرد. این ترانه توسط استاک، نیگرو و جک منینگ مهندسی شد، توسط کریس گرینگر و اسپایک استنت میکس شد و توسط ویل کوینل مستر شد. نیگرو همچنین برنامه‌نویسی درام را بر عهده داشت و کابی برمن به‌عنوان مهندس اضافی همکاری کرد. این ترانه همچنین شامل اجرای گیتار الکتریک توسط اندرو ایجد از گروه Inc. No World است.
«اون چی بود» ۳ دقیقه و ۲۹ ثانیه طول دارد و عمدتاً بر دو بیت و دو کورس ساخته شده است. این ترانه یک قطعه الکتروپاپ و سینث-پاپ با ساختاری شاد و اشعاری تأمل‌برانگیز دربارهٔ رابطه‌ای در گذشته، نوستالژی و رشد شخصی است. صدای لرد با یک ریتم الکترونیک، بیس‌لاین مینیمال، سازهای کوبه‌ای سبک و سینتی‌سایزرهای ظریف و سنکپ همراه است که به‌تدریج اوج می‌گیرند. در ساخت این اثر از درام موجود در ترانه سال ۲۰۰۷ «انتخابگر» اثر ریدیوهد الهام گرفته شد.
از نظر اشعاری، راوی دربارهٔ لحظاتی با شریکش که «در باغچه پشتی» ام‌دی‌ام‌ای مصرف می‌کردند و ساعت‌ها بی‌وقفه بوسه می‌کردند تأمل می‌کند. اگرچه او به جلو حرکت کرده، درد و پشیمانی را ابراز می‌کند و می‌گوید که «همه آینه‌ها را پوشاندم» چون هنوز «نمی‌توانستم خودم را ببینم» در پی این رابطه. در پایان ترانه، راوی به‌تدریج با ایده ادامه دادن کنار می‌آید («وقتی در نور آبی‌ام، می‌توانم همه‌چیز را درست کنم / اون چی بود؟»).
چندین روزنامه‌نگار موسیقی این ترانه را با دومین آلبوم استودیویی لرد، ملودراما (۲۰۱۷)، مقایسه کردند. ان‌ام‌ئی معتقد بود که این ترانه «روایت مه‌آلود» ملودراما را در تم‌ها و ملودی‌هایش به یاد می‌آورد. نویسنده‌ای دیگر از همین مجله اظهار داشت که برخلاف تلاش ملودراما برای عبور از درد، راوی در «اون چی بود» پذیرای این ایده است که «خاطرات او را تسخیر کرده‌اند». او همچنین این ترانه را با تک‌آهنگ اصلی ملودراما، «چراغ سبز»، مقایسه کرد، اما معتقد بود که اوج‌های عاطفی و صوتی کمتری دارد.

## بازخورد منتقدان
کلش به این ترانه امتیاز ۹ از ۱۰ داد و خاطرنشان کرد که لرد با جاه‌طلبی پاپ چندوجهی تک‌آهنگ «چراغ سبز» دوباره به مرکز صحنه بازگشته، اما از تکرار مسیرهای قدیمی خودداری کرده است. مارک بومونت از ایندیپندنت در نقدی مثبت نوشت که لرد به آنچه در آن بهترین است بازگشته: «ساختن قطعات مالیخولیایی، مینیمال اما عظیم برای قلب‌های شکسته.» ان‌ام‌ئی به این ترانه چهار ستاره از پنج ستاره داد و نوشت که اگرچه این ترانه فاقد «ضربه‌ای قاطع» است، لرد در سبک عاطفی و الکتریکی خود می‌درخشد و به‌خوبی فضایی «رقص در تاریکی» را بازآفرینی می‌کند.
در نقدهای متعادل، کانسیکوئنس نوشت که اگرچه این ترانه ماجراجویانه‌ترین اثر جدید لرد نیست، اما سرشار از پختگی و حکمت است و آن را «صادقانه و تازه» توصیف کرد، اما در تولید «بیشتر شبیه یک گام به پهلو است تا جهشی به هر جهت». پیچفورک اظهار داشت که در حالی که «نوشته‌های لرد همچنان تأثیرگذار و غنی است»، اما ساختار این ترانه «بی‌روح» است و آن را کمتر جذاب‌تر از آثار قبلی او مانند «چراغ سبز» و «کینه/بی‌عشق» دانست.

## موزیک ویدیو
موزیک ویدیوی «اون چی بود» در مکان‌های مختلف نیویورک سیتی فیلم‌برداری شد. در این ویدیو، لرد با پیراهن سفید و شلوار جین، همراه با اکسسوری‌های نقره‌ای و یک جاکلیدی، در حال قدم زدن و دوچرخه‌سواری به‌تنهایی در شهر دیده می‌شود. گاهی پیراهن باز است و یک تاپ بیکینی سیاه را نشان می‌دهد. سپس او از یک دریچه فاضلاب بیرون می‌آید و به پارک میدان واشینگتن می‌رسد، جایی که در حالی که طرفداران با گوشی‌هایشان از او تصویر برداری می‌کنند، می‌رقصد.

## عوامل و دست‌اندرکاران
عوامل و دست‌اندرکاران از Qobuz اقتباس شده است.
- لرد – خواننده، ترانه‌سرا، تهیه‌کننده
- جیم-ئی استک – ترانه‌سرا، تهیه‌کننده، مهندسی، پیانو، سینث‌سایزر، کیبورد، درام، برنامه‌نویسی درام
- دنیل نیگرو – تهیه‌کننده، مهندس، پیانو، سینتی‌سایزر، گیتار بیس، گیتار الکتریک
- کریس گرینگر – مهندس میکس
- اسپایک استنت – مهندس میکس
- ویل کوینل – مهندس مسترینگ
- جک منینگ – مهندس
- کابی برمن – مهندس اضافی
- اندرو ایجد – گیتار الکتریک